# Gare de Pagny-sur-Meuse
Ne doit pas être confondu avec Gare de Pagny-sur-Moselle ou Gare de Pagny (Côte-d'Or).
La gare de Pagny-sur-Meuse est une gare ferroviaire française de la ligne de Paris-Est à Strasbourg-Ville, située sur le territoire de la commune de Pagny-sur-Meuse, dans le département de la Meuse, en région Grand Est.
Elle est mise en service en 1852 par la Compagnie du chemin de fer de Paris à Strasbourg qui devient la Compagnie des chemins de fer de l'Est en 1854. C'est une halte ferroviaire de la Société nationale des chemins de fer français (SNCF) desservie par des trains TER Grand Est.

## Situation ferroviaire
La gare de bifurcation de Pagny-sur-Meuse est située au point kilométrique (PK) 307,863 de la ligne de Paris-Est à Strasbourg-Ville, entre les gares voyageurs de Commercy et de Foug, et au PK 94,920 de la ligne de Bologne à Pagny-sur-Meuse, partiellement utilisée pour le fret. Son altitude est de 254 m.

## Histoire
La station de Vaucouleurs-Pagny est mise en service le 19 juin 1852 par la Compagnie du chemin de fer de Paris à Strasbourg, lorsqu'elle ouvre à l'exploitation la section de Commercy à Frouard de sa ligne de Paris à Strasbourg.
Le bâtiment voyageurs fut construit en 1852. Il s'agit d'un bâtiment de type 5. Un double bâtiment annexe sous toiture à croupes se trouvait à droite de la gare et servait de buffet, il a depuis disparu ; les ailes latérales du bâtiment voyageurs ont probablement été allongées au cours du temps.
Le 7 juin 2008, a lieu l'inauguration de la place de la gare remise en état, avec une statue intitulée Le grand voyage, œuvre du sculpteur meusien Denis Mellinger. Elle représente une voyageuse habillée à la mode des années 1930, réalisée en pierres de différentes couleurs ayant trois provenances : Euville, Savonnières et Jaumont.
Selon les estimations de la SNCF, la fréquentation annuelle de la gare figure dans le tableau ci-dessous
.
| Année     | 2015  | 2016  | 2017  | 2018  | 2019  | 2020  | 2021  | 2022  | 2023  | 2024  |
| --------- | ----- | ----- | ----- | ----- | ----- | ----- | ----- | ----- | ----- | ----- |
| Voyageurs | 3 962 | 2 931 | 2 801 | 3 520 | 4 708 | 3 509 | 4 676 | 6 897 | 6 786 | 7 801 |

## Service des voyageurs

### Accueil
Halte SNCF, c'est un point d'arrêt non géré (PANG) à entrée libre. Néanmoins le bâtiment voyageurs est ouvert du lundi au vendredi et fermé les samedis, dimanches et jours fériés.

### Desserte
Pagny-sur-Meuse est desservie par des trains TER Grand Est qui effectuent des missions entre les gares de Nancy-Ville et de Bar-le-Duc.

### Intermodalité
Un parking est aménagé.

## Service des marchandises
La gare de Pagny-sur-Meuse gare est ouverte au service du fret.